# Силе (филм)
„Силе” је југословенски ТВ филм из 1968. године. Режирао га је Славољуб Стефановић Раваси а сценарио су написали Бранимир Ћосић и Мила Димић.
Филм је снимљен по истоименој позоришној представи која је извођена 1936. године извођена у Народном позоришту у Београду, али је била забрањена.

## Улоге
| Глумац                | Улога             |
| --------------------- | ----------------- |
| Павле Богатинчевић    | Драгић Распоповић |
| Карло Булић           |                   |
| Милутин Бутковић      |                   |
| Томанија Ђуричко      |                   |
| Љиљана Газдић         |                   |
| Милка Газикаловић     |                   |
| Мила Гец              | Служавка          |
| Михаило Миша Јанкетић |                   |
| Иван Манојловић       | Јојкић            |
| Мирјана Марић         | Станка Дреновац   |
| Богдан Михаиловић     | Миле              |
| Миодраг Милованов     | Веса Николић      |

Остале улоге ▼
| Глумац                  | Улога            |
| ----------------------- | ---------------- |
| Светолик Никачевић      |                  |
| Божидар Павићевић Лонга |                  |
| Светолик Петковић       | Жандарм наредник |
| Владимир Поповић        |                  |
| Олга Спиридоновић       |                  |
| Васја Станковић         |                  |
| Боривоје Стојановић     |                  |
| Зоран Стојиљковић       | Приправник       |
| Растко Тадић            |                  |